# Prozac+
Prozac+ (Prozac più) war eine italienische Punkrock-Band. Namensgebend war offenbar der amerikanische Handelsname des Antidepressivums Fluoxetin (Prozac). Gegründet wurde die Band von Gian Maria Accusani, Eva Poles und Elisabetta Imelio im Jahr 1995 in Pordenone. Musikalisch fallen sie durch eingängige Melodien und simple, selbstironische, überwiegend italienische Texte auf. Elisabetta Imelio erlag am 29. Februar 2020 im Alter von 44 Jahren einer Brustkrebserkrankung, an der sie seit 2015 litt.

## Diskografie

### Alben
- Testa plastica (1996, Vox Pop)
- Acido acida (1998, EMI)
- 3 (2000, EMI)
- Miodio (2001, EMI)
- Gioia nera (2004, EMI)
- The Best Platinum Collection (2007, EMI)

### Singles (Auswahl)
- Acida (1998, EMI; IT: Gold)[1]